# Microstylum pauliani
Microstylum pauliani is een vliegensoort uit de familie van de roofvliegen (Asilidae). De wetenschappelijke naam van de soort is voor het eerst geldig gepubliceerd in 1952 door Timon-David.